# Dave Dudzinski
Dave Dudzinski (nacido el 26 de mayo de 1992 en Elburn (Illinois)) es un jugador de baloncesto estadounidense que pertenece a la plantilla del San-en NeoPhoenix de la B.League japonesa. Con 2,06 metros de altura, juega en la posición de alero.

## Trayectoria deportiva
El jugador, formado en Holy Cross Crusaders, llegó a Europa en 2014, para jugar en las filas del Moncada Agrigento de la Liga Due Gold. En la temporada 2015-16 la disputa en las filas del BC Siauliai lituano.
En 2016 fichó por el CSA Steaua București con el que jugaría la Liga Națională y en la segunda competición europea, la Eurocup.
En junio de 2017, se convierte en jugador de los Antwerp Giants de la Scoore League para jugar la temporada 2017-18. Tras realizar una buena temporada, decide renovar con el conjunto belga para la temporada 2018-19, con el que disputaría la Basketball Champions League.
En la temporada 2021-22, firma por el Frutti Extra Bursaspor de la Basketbol Süper Ligi.